# Jan Rudolph Slotemaker de Bruine

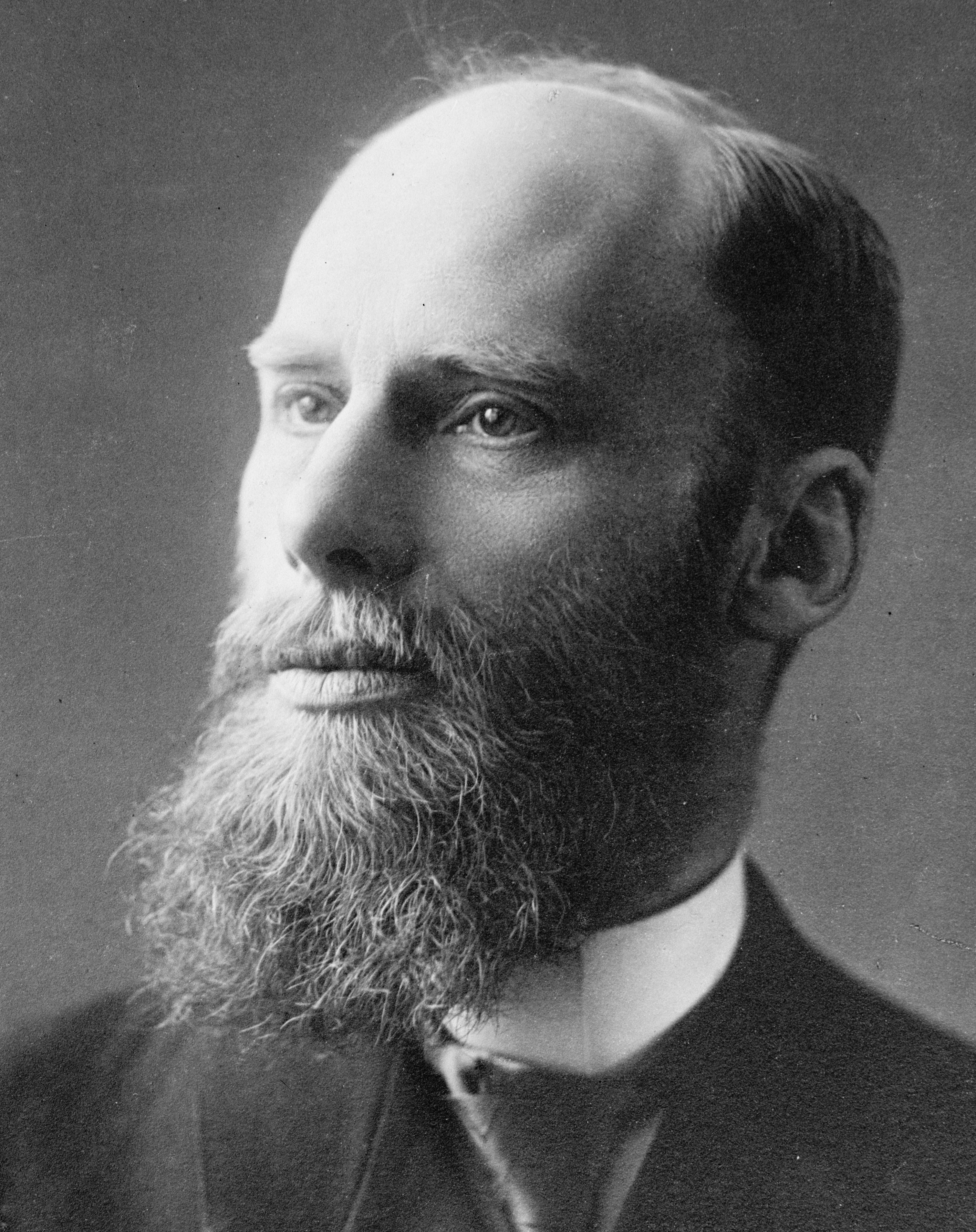
Jan Rudolph Slotemaker de Bruïne

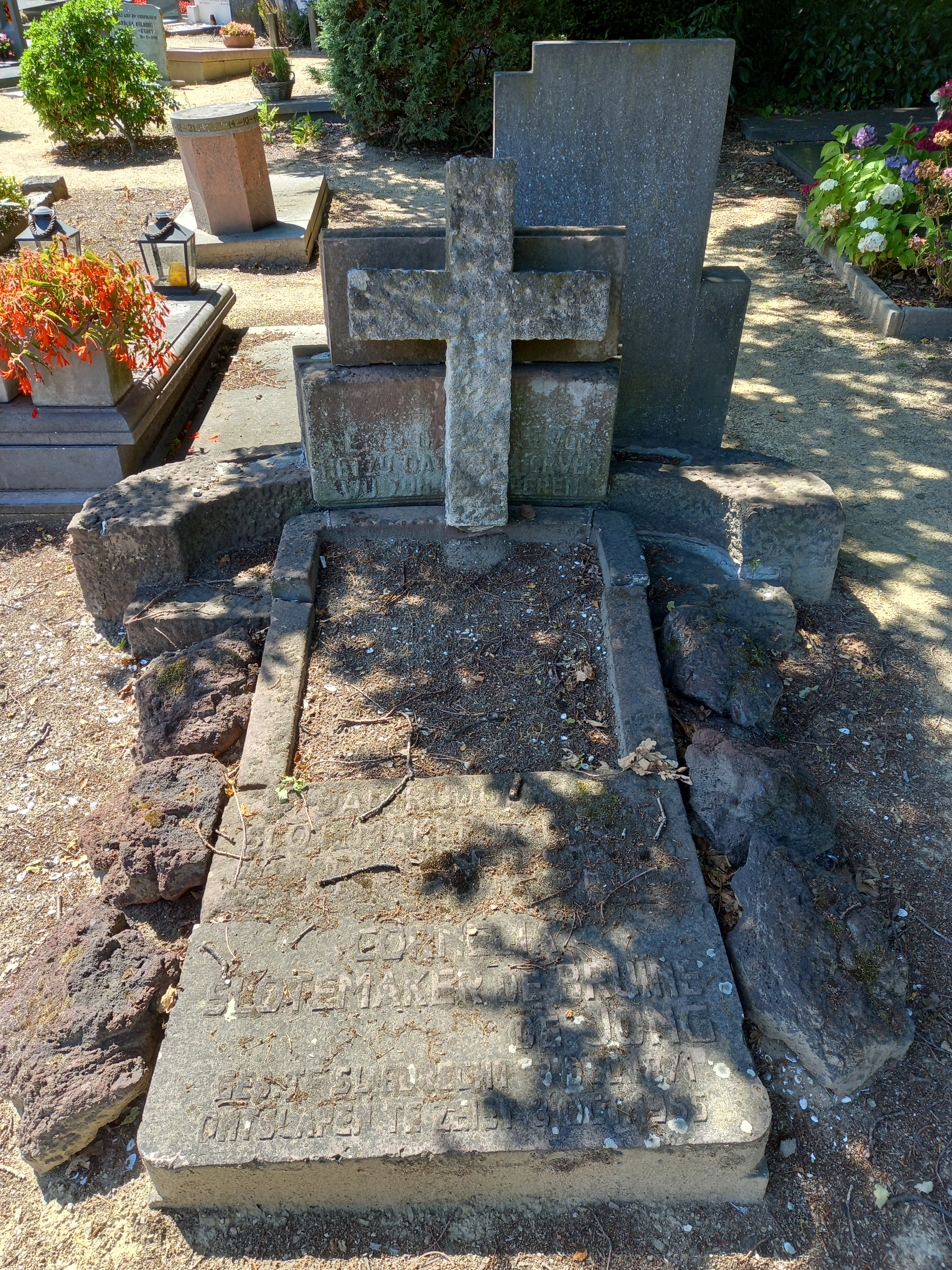
Das Grab von Jan Rudolph Slotemaker de Bruine und seiner Ehefrau Cornelia de Jong auf dem reformierten Friedhof von Wassenaar

Jan Rudolph Slotemaker de Bruine (* 6. Mai 1869 in Sliedrecht; † 1. Mai 1941 in Wassenaar) war ein niederländischer reformierter Theologe und Politiker (CHU).

## Leben
Jan Rudolph Slotemaker de Bruine wurde am 6. Mai 1869 in Sliedrecht geboren. 1894 zum Pfarrer geweiht, wirkte er seit 1907 in Utrecht. Professor für praktische und für systematische Theologie an der dortigen Universität wurde er 1916. Er setzte sich für eine Neuordnung der Kirchenverfassung von 1816/1852 in presbyterianischen Sinne ein. Außerdem widmete er sich sozialen Fragen, bei einem Eisenbahnerstreik 1903 sah er ein, dass die Kirche wichtige soziale Pflichten innehat. Seitdem beteiligte er sich auch in der Politik. 1926 als Arbeitsminister eingesetzt, wurde er 1933 Sozial- und 1935 Bildungsminister. Am 1. Mai 1941 verstarb de Slotemaker de Bruine in Wassenaar.

## Werke
- Christelijke Sociale Studiën (drei Bände; 1908)